# Gran Hotel Bali
Het Gran Hotel Bali is een viersterrenhotel in Benidorm, Spanje.
Het was met een hoogte van 186 meter ook jarenlang het hoogste hotel van Europa, en was tot 2006 het hoogste gebouw van Spanje. Het werd toen voorbijgestreefd door de Torre Espacio. Het hotel, bestaande uit vier gebouwen, is ontworpen door de architect Antonio Escario en heeft 776 kamers, 18 liften, verschillende tuinen en ook meerdere zwembaden. Het ligt in de La Cala van Benidorm, 300 meter van de Middellandse Zee en bij goed zicht is het eiland Tabarca vanaf de hoogste balkons te zien.

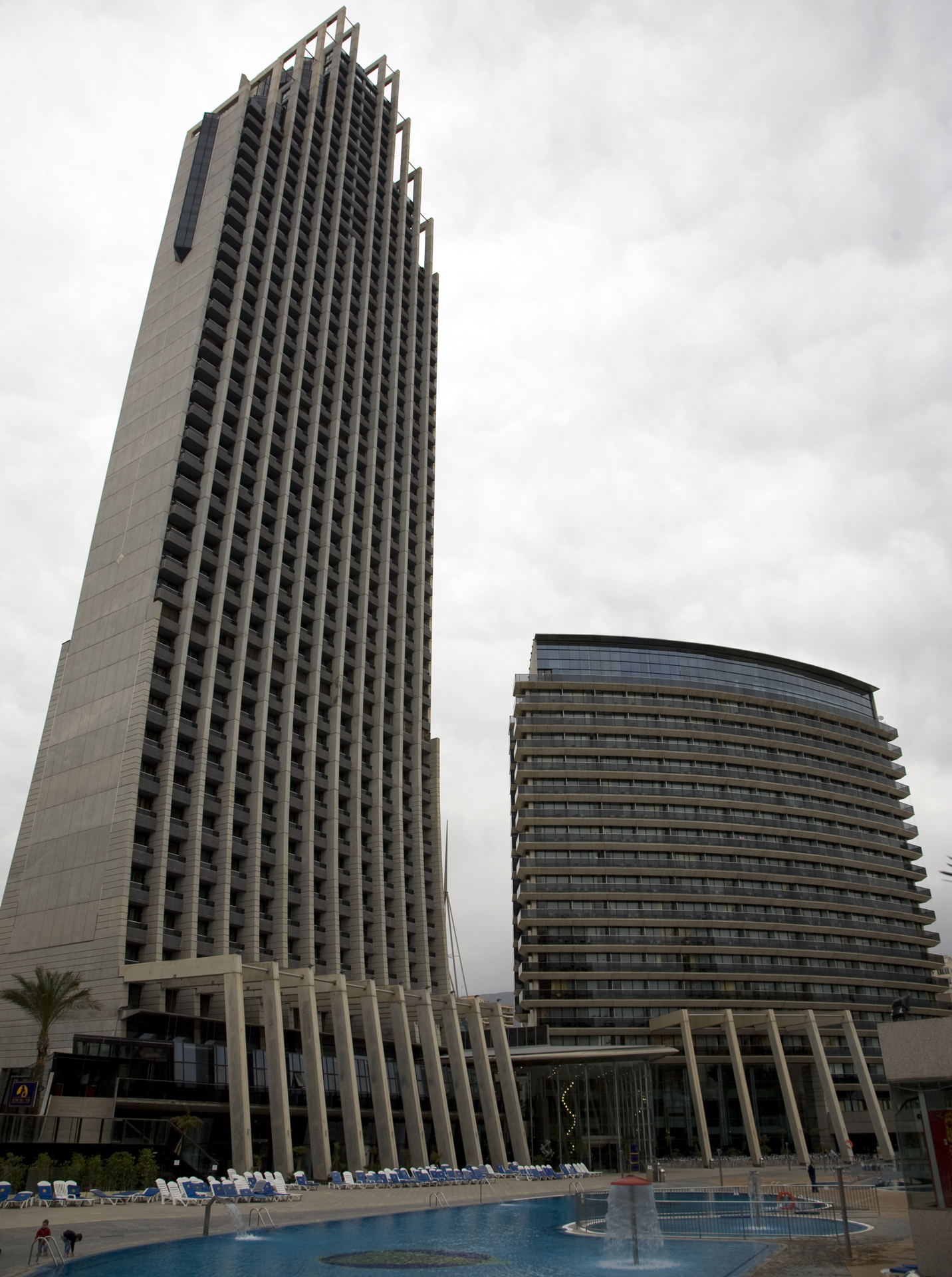
Gran Hotel Bali, 186 m hoog